# Tabarie Henry
Tabarie Henry (ur. 1 grudnia 1987 w Saint Thomas) – lekkoatleta z Wysp Dziewiczych Stanów Zjednoczonych, specjalizujący się w biegach sprinterskich.

## Osiągnięcia
| Rok  | Impreza                                  | Miejsce  | Konkurencja             | Lokata     | Wynik   |
| ---- | ---------------------------------------- | -------- | ----------------------- | ---------- | ------- |
| 2008 | Mistrzostwa Ameryki Środkowej i Karaibów | Cali     | bieg na 200 metrów      | eliminacje | 21,20   |
| 2008 | Mistrzostwa Ameryki Środkowej i Karaibów | Cali     | bieg na 400 metrów      | -          | DNF     |
| 2008 | Mistrzostwa NACAC U-23                   | Toluca   | bieg na 400 metrów      | 2. miejsce | 45,37   |
| 2008 | Igrzyska olimpijskie                     | Pekin    | bieg na 400 metrów      | półfinał   | 45,19   |
| 2009 | Mistrzostwa Ameryki Środkowej i Karaibów | Hawana   | bieg na 200 metrów      | eliminacje | 21,07   |
| 2009 | Mistrzostwa Ameryki Środkowej i Karaibów | Hawana   | sztafeta 4 × 100 metrów | 6. miejsce | 39,89   |
| 2009 | Mistrzostwa Ameryki Środkowej i Karaibów | Hawana   | sztafeta 4 × 400 metrów | 7. miejsce | 3:07,05 |
| 2009 | Mistrzostwa świata                       | Berlin   | bieg na 400 metrów      | 4. miejsce | 45,42   |
| 2010 | Igrzyska Ameryki Środkowej i Karaibów    | Mayagüez | bieg na 400 metrów      | 2. miejsce | 45,07   |
| 2011 | Mistrzostwa świata                       | Daegu    | bieg na 400 metrów      | 7. miejsce | 45,55   |
| 2012 | Halowe mistrzostwa świata                | Stambuł  | bieg na 400 metrów      | 4. miejsce | 45,96   |
| 2012 | Igrzyska olimpijskie                     | Londyn   | bieg na 400 metrów      | półfinał   | 45,19   |
| 2014 | Halowe mistrzostwa świata                | Sopot    | bieg na 400 metrów      | eliminacje | 46,87   |

## Rekordy życiowe
- Bieg na 200 metrów – 20,71 (2009)
- Bieg na 200 metrów (hala) – 21,13 (2010)
- Bieg na 400 metrów – 44,77 (2009) – rekord Wysp Dziewiczych Stanów Zjednoczonych.
- Bieg na 400 metrów (hala) – 45,81 (2010) – rekord Wysp Dziewiczych Stanów Zjednoczonych.
- Bieg na 600 metrów (hala) – 1:18,39OT (2009) – rekord Wysp Dziewiczych Stanów Zjednoczonych.